# Nossa Senhora da Nazaré

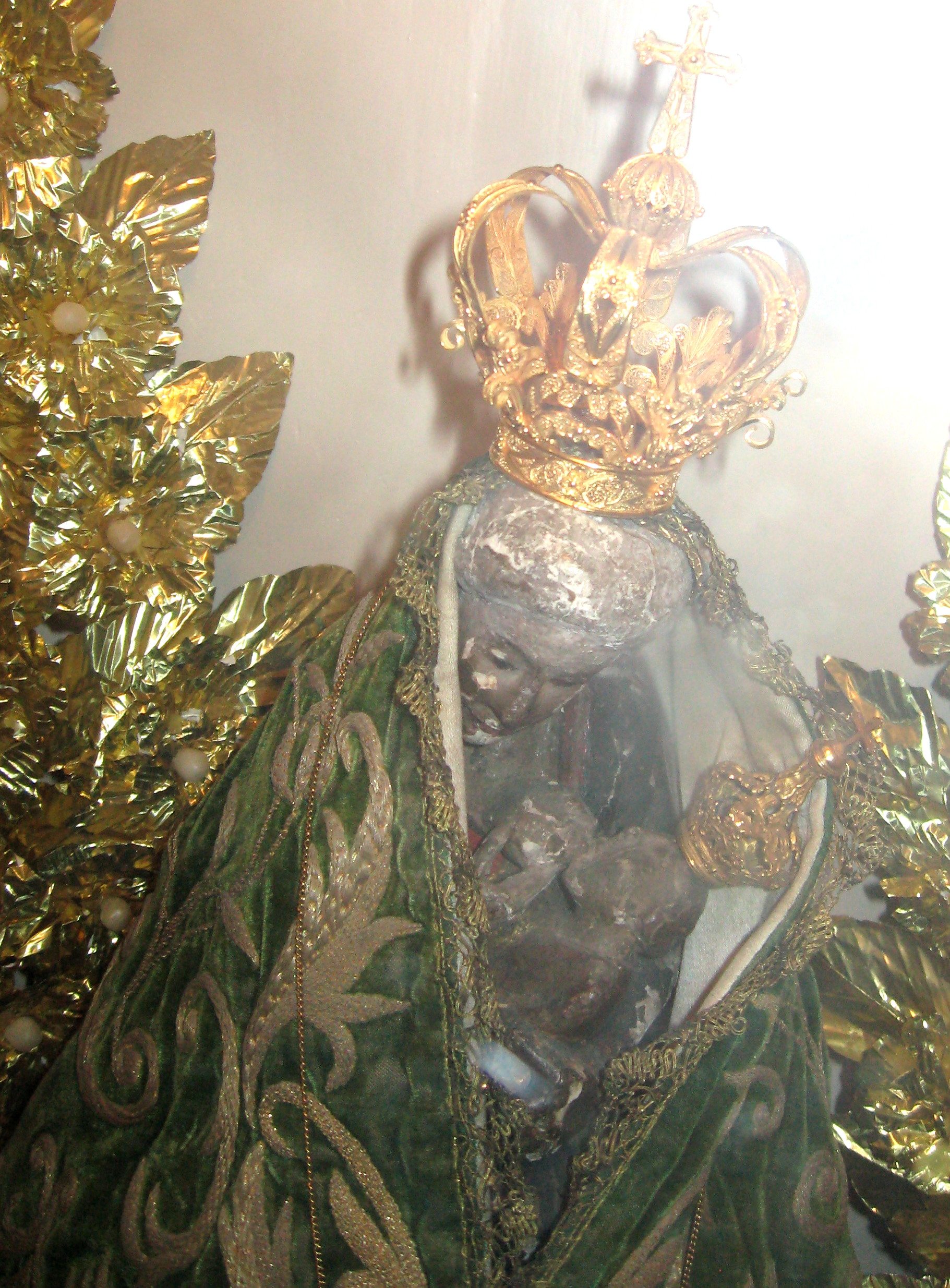
Nossa Senhora da Nazeré, Statue

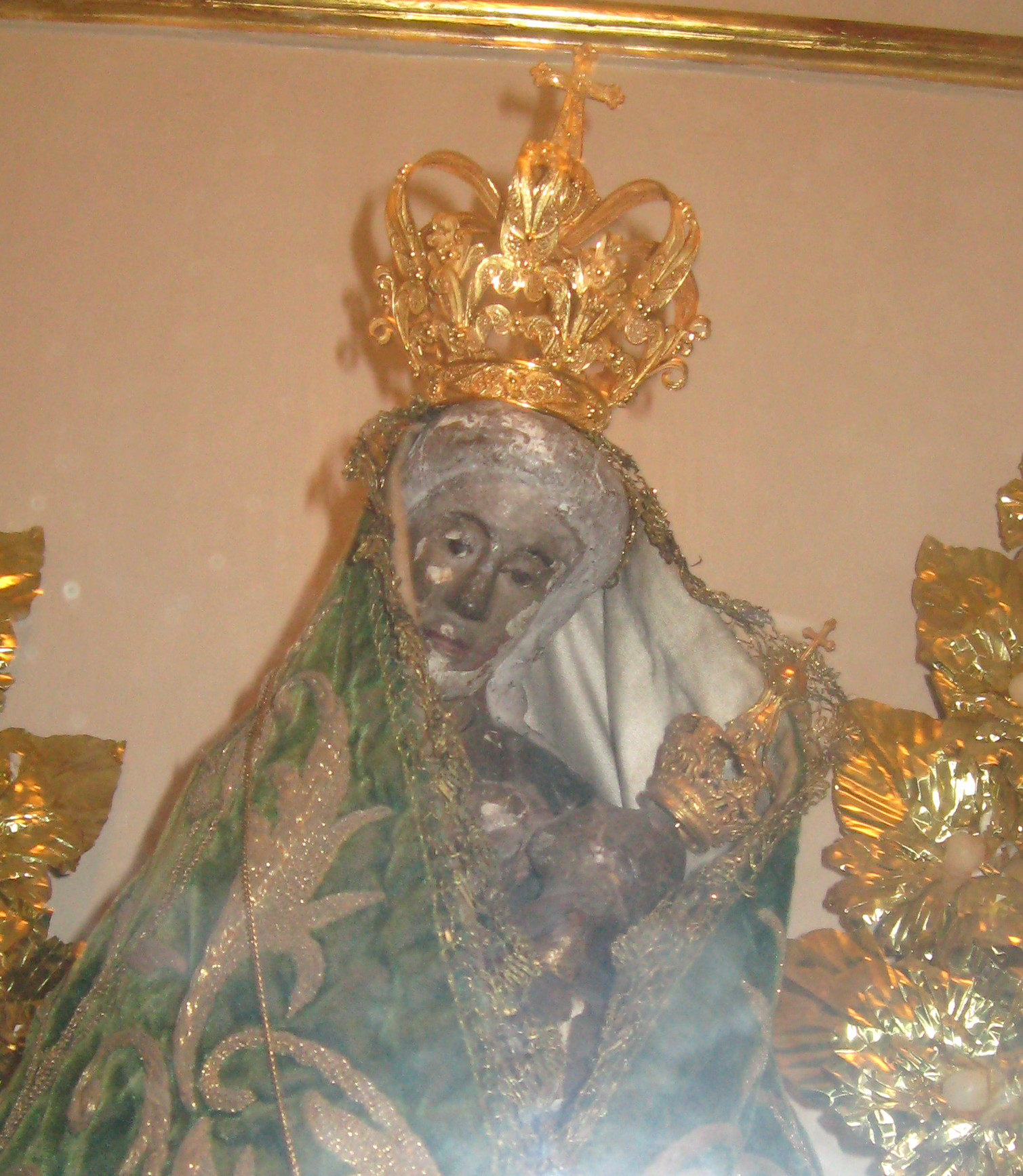
Nossa Senhora da Nazaré, Ausschnitt

Nossa Senhora da Nazaré (Unsere Liebe Frau von Nazareth) ist eine auf der iberischen Halbinsel seit dem 13. Jahrhundert weit verbreitete Form der Marienverehrung, die in Portugal bis zu Beginn des 20. Jahrhunderts die bedeutendste Form der Verehrung der Muttergottes Maria war. Diese Stellung hat sie heute noch in Teilen Brasiliens, wo Maria als Nossa Senhora da Nazaré zahlreiche Kirchen gewidmet sind und ihr mit großen Prozessionen gehuldigt wird. Gegenstand der Verehrung ist ein etwa 30 cm hohes hölzernes Abbild einer Jesus stillenden Madonna, das der religiösen Tradition nach in Nazareth nach Jesu Geburt gefertigt worden sei. Es spricht einiges dafür, dass sie zu den ältesten Marienskulpturen der Geschichte gehört. Die kleine Statue wird in der Kirche der Nossa Senhora da Nazaré in der portugiesischen Stadt Nazaré aufbewahrt. Der Sage nach wurde die wundertätige Darstellung der Madonna, die sich mittlerweile in Spanien befand, vom letzten christlichen König von Hispanien, dem Westgoten Roderich, nach dem Sieg der Mauren in der Schlacht von Guadalete von 711, die das Schicksal des christlichen Hispaniens besiegelte, vor den andersgläubigen Arabern und Berbern errettet. In einer Felsenklippe in Sitío de Nossa Senhora da Nazaré (Ort Unserer Lieben Frau von Nazareth), nahe Nazarés, versteckt, soll es die 450-jährige Herrschaft der islamischen Mauren überstanden haben und 1179 bei der Reconquista Portugals von einem Gefährten des ersten portugiesischen Königs Afonso Henriques aufgefunden worden sein. Ihrem Entdecker, Dom Fuas Roupinho, soll sie am 8. September 1182 das Leben gerettet haben, ein Wunder, das den Grund für die daraufhin beginnende Verehrung der Nossa Senhora da Nazeré abgab.

## Die Legende bis zu Roderichs Tod

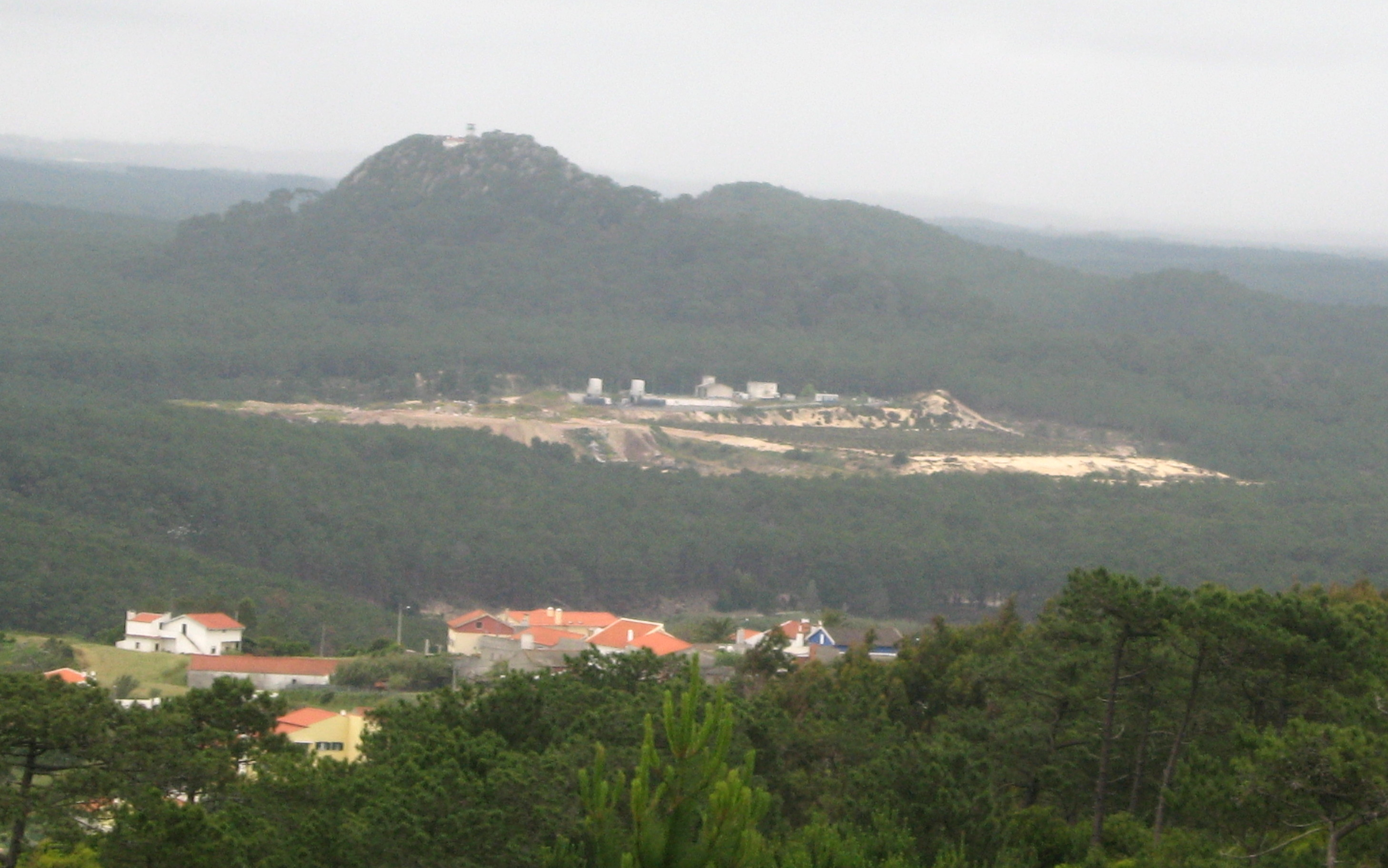
Berg São Brás vom Süden

Der Legende nach soll die Statue angesichts der stillenden Maria vom Heiligen Josef geschnitzt und vom Heiligen Lukas bemalt worden sein. Im 4. Jahrhundert entdeckte sie der griechische Mönch Círíaco und übergab sie dem Heiligen Jerónimo, der sie in Africa an den Bischof von Hippo, den Heiligen Augustinus (354–430) weitergegeben haben soll. Augustinus brachte das Abbild nach Spanien in das Kloster Cauliniana, 12 km von Mérida entfernt. Dort blieb die Statue der Jungfrau von Nazaré bis zum 8. Jahrhundert und war wegen ihrer Wundertätigkeit berühmt. 711 drangen die Mauren in Hispanien ein. In der Schlacht am Río Guadalete vom 26. Juli 711 wurde der letzte christliche westgotische König Hispaniens Roderich (Don Rodrigo) von den Mauren geschlagen und findet dort den historischen Berichten nach den Tod. Der Legende nach jedoch entkommt er lebend den Mauren und flieht in das Kloster Cauliniana. Als auch Mérida von den Mauren besetzt wird, entscheidet sich Roderich zusammen mit dem Mönch Romano zur weiteren Flucht. Mönche des Klosters geben ihnen den Schrein mit dem heiligen Abbild der Jungfrau von Nazaré (A Sagrada Imagem de Nossa Senhora da Nazaré) mit, um sie vor den Mauren zu retten. Sie schlagen sich zur Westküste der iberischen Halbinsel durch und kommen 714 in der Gegend vom heutigen Nazaré an. Roderich entscheidet sich, sein Leben als Einsiedler zu Ende zu führen und zieht sich auf den 156 Meter hohen Berg S. Bartolomeu oder auch São Brás genannt zurück, in der Nähe der heutigen Gemeinde Valado dos Frades. Roman bezieht einen Nachbarberg, die vier Kilometer entfernt liegende Anhöhe von Sítio, ein Felsplateau, mit senkrecht in den Atlantik abfallenden Steilhängen, das sich 110 Meter über Nazarés Strand erhebt. Nur über Rauchschwaden geben die beiden einander noch Zeichen. Als Roman sein Ende kommen sieht, versteckt er den Schrein mit dem Abbild Marias in einer Felsspalte am zum Meer hin abfallenden Felshang. Roderich besucht das Bild Marias noch einmal, nachdem er die Rauchzeichen Romans vermisste, und stirbt auf seinem Berg. Nach anderer Schilderung stirbt Roderich als Erster und Roman verlässt Sítio, nachdem er dort den Heiligenschrein versteckt hat, um in den von den Mauren nicht beherrschten Norden zu gehen.

## Die Legende von der Wiederentdeckung der Madonna

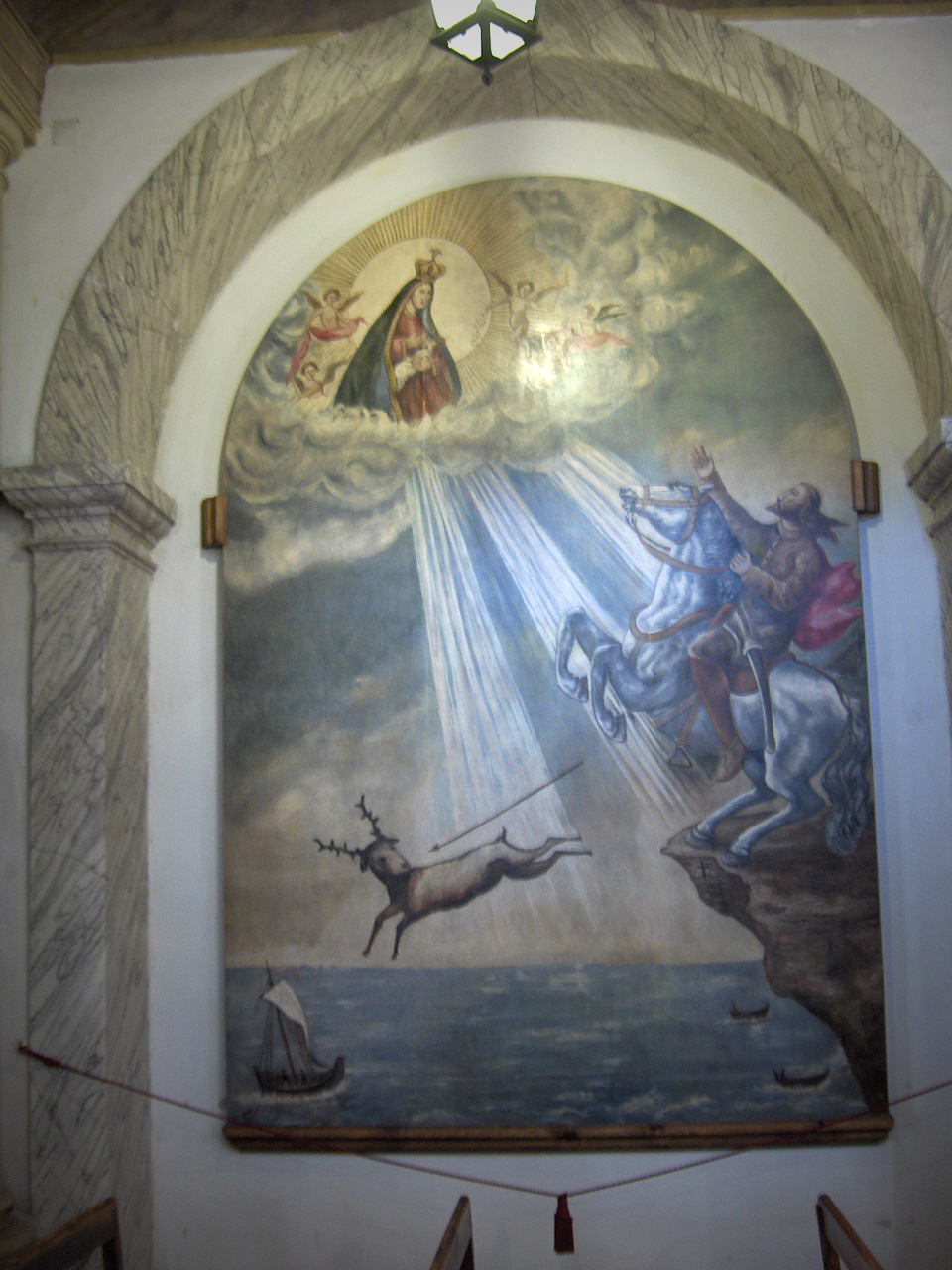
Dom Fuas Rettung, Kirche Nossa Senhora da Nazaré

Erst 1179, Portugal ist gerade aus dem Befreiungskampf gegen die Mauren hervorgegangen, findet ein naher Gefolgsmann von König Afonso Henriques, Dom Fuas Roupinho, Ritter und Kapitän von Porto de Mós, bei einer Jagd die Figur, die er aber in ihrem Versteck belässt. Drei Jahre später, am 8. September 1182, verfolgt D. Fuas, wieder auf der Jagd, zu Pferde im tiefen Nebel auf der Anhöhe von Sítio einen Hirsch, der mit einem weiten Satz von der Felsterrasse abspringt und in die Tiefe der Bucht von Nazaré stürzt. D. Fuas ist gerade dabei, im Nebel die Gefahr nicht erkennend, dem Hirsch hinterherzusetzen, sein Pferd ist schon im Sprung, da erscheint ihm das nur wenige Meter davon entfernt versteckte Abbild Marias und veranlasst ihn, sich vom Pferd herabzustürzen, was ihm das Leben rettet. Das Pferd folgt dem Sprung des Hirsches. Dieses Wunder veranlasst D. Fuas über dem Versteck des Abbildes eine kleine Kapelle erbauen zu lassen, wo heute die Ermida da Memória (Erinnerungskapelle) steht, und schenkt das Gelände von Sítio der Jungfrau Maria. Die Kapelle wird zum Ausgangspunkt der Verehrung des Heiligen Abbildes Unserer Lieben Frau von Nazareth. Seither wurden ihr viele Wunder zugeschrieben. Schon 1628 erscheint ein Buch des Paters Manuel de Brito Alão, in dem diese Wunder ausführlich beschrieben werden.

## Die Verehrung der Nossa Senhora da Nazaré auf der iberischen Halbinsel

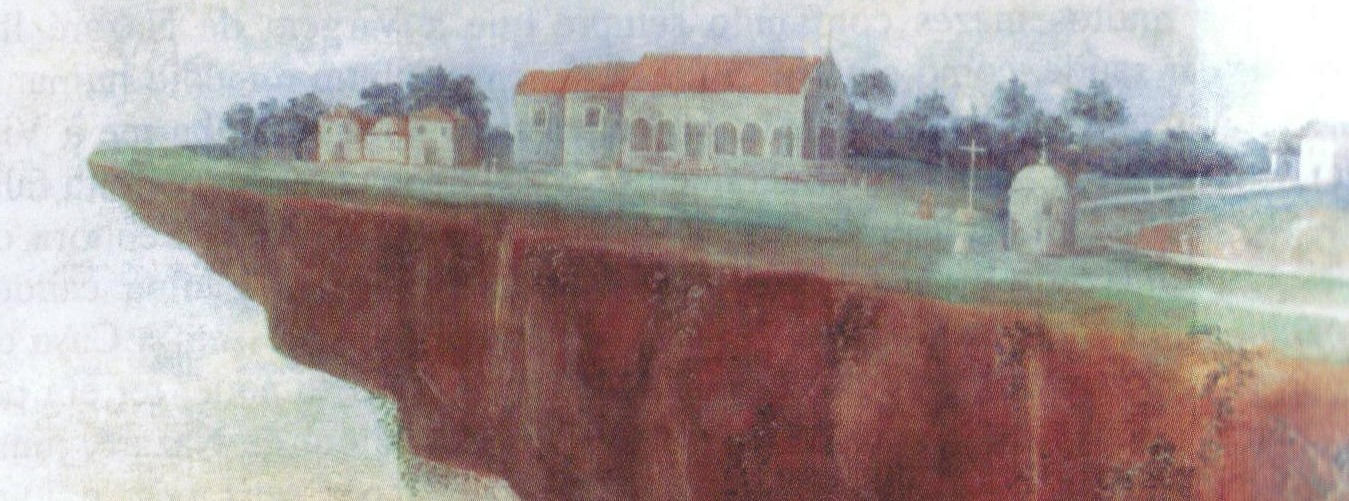
Alte Kirche mit Erinnerungskapelle, Gemälde um 1600

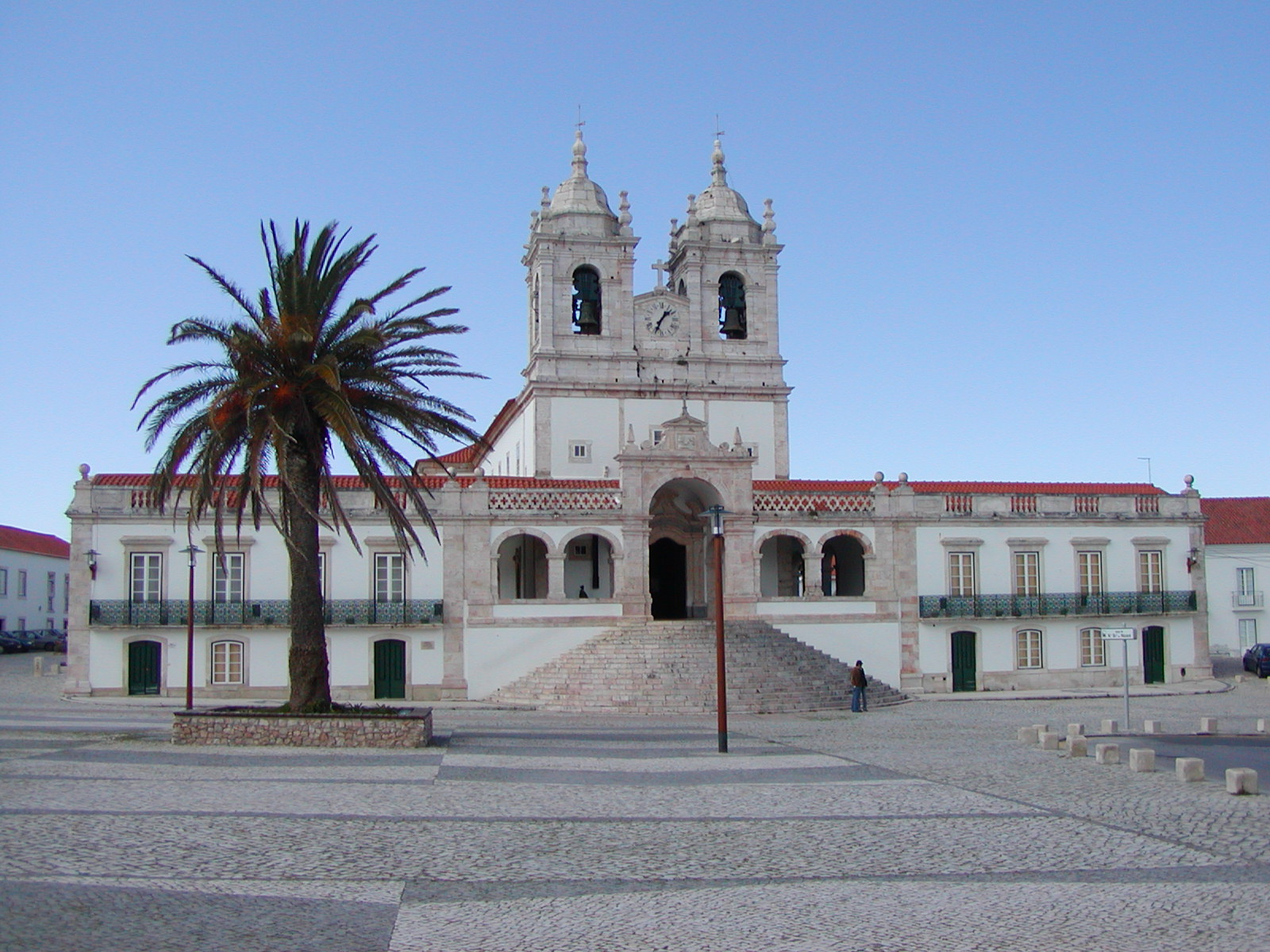
Kirche Nossa Senhora da Nazaré

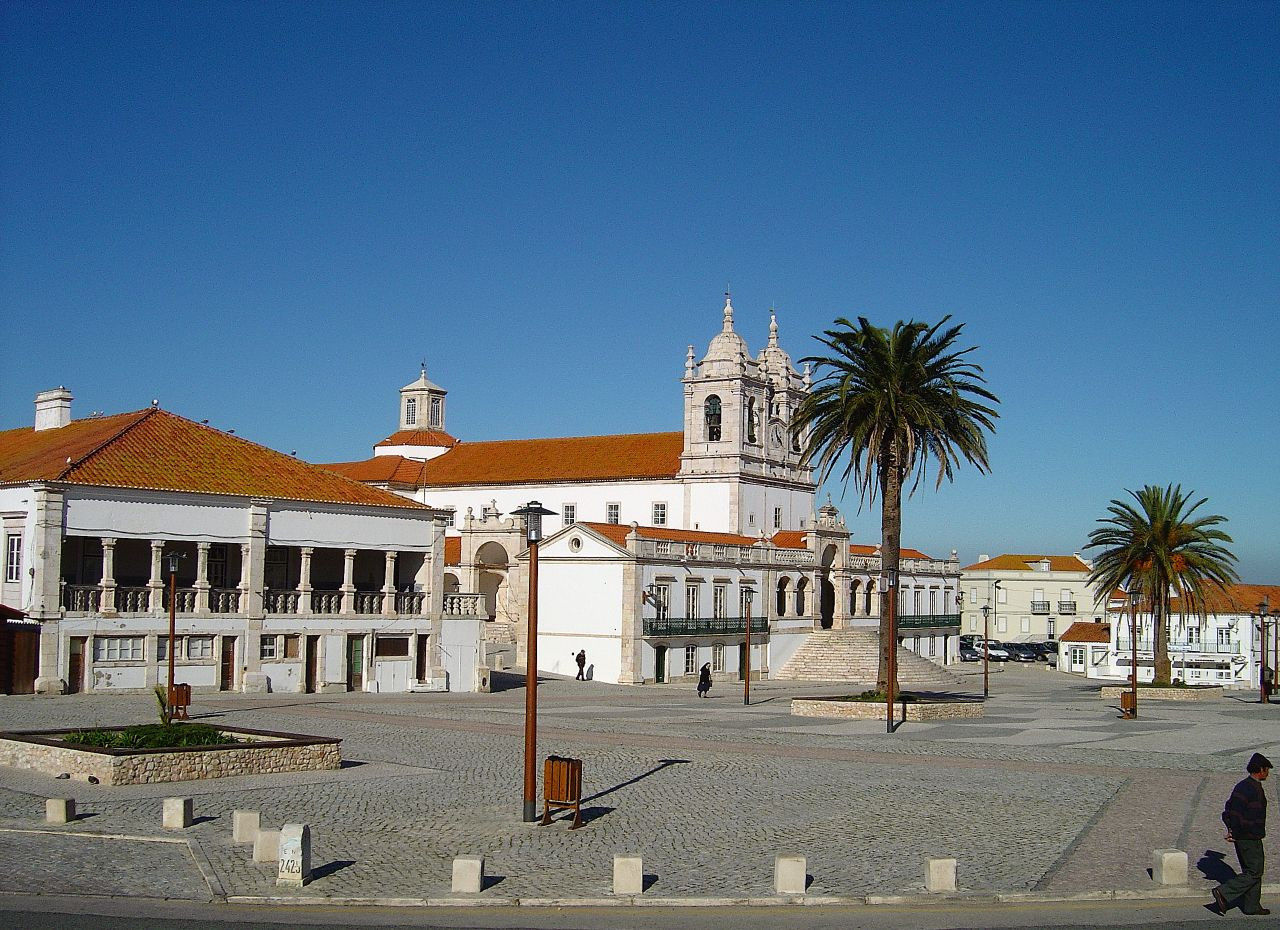
Sanutário, Palast mit Kirche

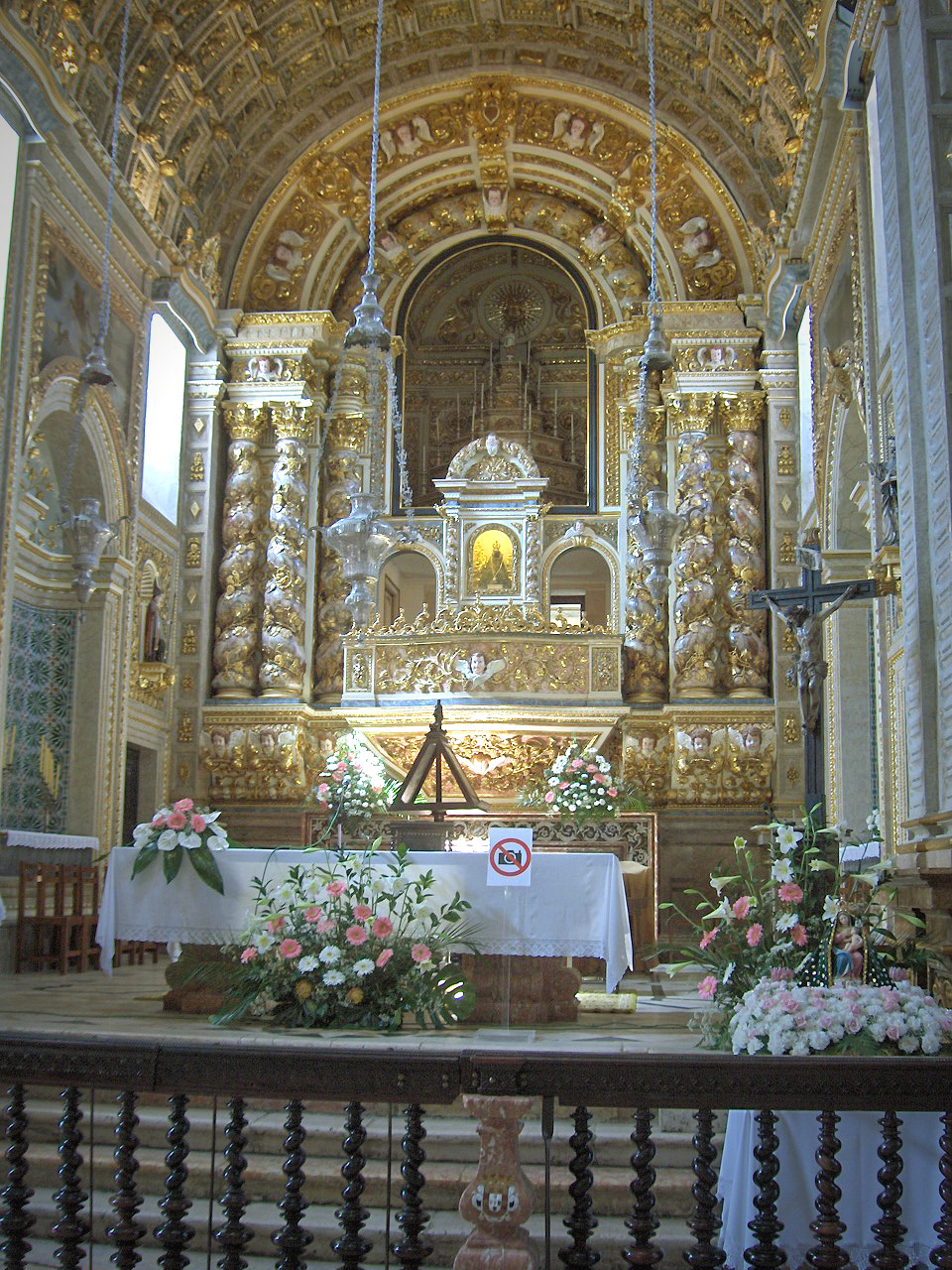
Hauptaltar mit Bühne

### Frühe Zeit
Die Verehrung dürfte bereits im 12. Jahrhundert begonnen und mit zur Begründung des Mythos von der christlichen Befreiung Hispaniens von den Mauren beigetragen haben, was auch im Zusammenhang mit der Kreuzzugsidee zur Befreiung des Heiligen Landes steht: Die vor den Mauren vom letzten christlichen König Hispaniens in Sicherheit gebrachte Madonna von Nazareth stand mit deren Vertreibung wieder auf. Historisch gesichert ist für das 14. Jahrhundert eine kleine bereits damals baufällige Kapelle am Fundort als Aufbewahrungsort der Figur. Diese Kapelle ließ König Fernando I. (1345–1383) 1377 durch eine größere Kirche ersetzen, um das Gnadenbild aufzunehmen und auch den Pilgern eine angemessene Stätte zu geben. Hieraus wird hergeleitet, dass diese Verehrung jedenfalls seit dem 13. Jahrhundert historisch belegt sei. Vasco da Gama pilgerte 1497 vor und 1499 nach erfolgreichem Abschluss seiner Reise zur Entdeckung des wirklichen Seewegs nach Indien dorthin. König Sebastião I. (1554–1578) ließ in der Nähe der Kirche das Fort San Miguel Arconjo, heute auch Farol da Nazaré (Leuchtturm von Nazaré) genannt, errichten, das Sítio vor den häufigen Angriffen von Piraten schützen sollte. Nicht geklärt ist, ob schon aus dieser Zeit die teilweise noch erhaltenen Stadtmauern, die Sítio zum Land hin schützen, stammen.

### Ab dem 17. Jahrhundert
In den in den Jahren 1597 und 1609 erschienenen Ausgaben der Monarquia Lusitána, einem fortlaufenden Werk über die portugiesische Geschichte, schildert der das Amt eines königlichen Hauptchronisten versehende Mönch und Historiker Frei Bernardo de Brito die Geschichte der Verehrung der Senhora da Nazaré ausführlich und bezog sich dabei auf angeblich in der Abtei befindliche Dokumente. Die Dokumente konnten aber niemals verifiziert werden. Wegen der großen Autorität, die die Verfasser der Geschichtssammlung zum portugiesischen Königreich als Chronistas de Alcobaças besaßen, entbrannte nun eine wahrhaftige Welle der Verehrung der Nossa Senhora da Nazeré. Die Mönche der etwa 12 km entfernt liegenden Abtei Alcobaça pflegten, große Prozessionen nach Sítio durchzuführen. Die Kirche wurde zu Beginn des 17. Jahrhunderts erweitert und zwischen 1680 und 1691 vollkommen umgebaut. 1709 wurde sie mit aufwändigen Keramikarbeiten ausgestattet. In die Krone des Hochaltars wurde der Heiligenschrein mit der Marienstatue so eingebaut, dass Pilger über eine von hinten zugängliche Tribüne zu ihr gelangen können. Es entstand das Santuário de Nossa Senhora da Nazaré (Heiligtum Unserer Lieben Frau von Nazareth), das unter anderem aus einem 1718 südlich angefügten kleineren Palast für die königliche Familie und dem Palast des Rektors der Confraria de Nossa Senhora da Nazaré bestand. Die Bruderschaft (Confraria) wurde aus angesehenen Mitgliedern der naheliegenden Stadt Pederneira (Vorgängerin von Nazaré) gebildet, die die Wallfahrtsstätte seit ihren Anfängen verwaltet hatte. Die Popularität der Pilgerstätte ließ das Vermögen der Bruderschaft infolge der Donationen der Pilger gewaltig anschwellen, wie ein aus dem Jahr 1608 überkommenes Inventarverzeichnis über Gold, Silber und andere Wertgegenstände belegt. Dieser Reichtum ließ die Krone die Verwaltung des Heiligtums durch A Real Casa Nossa Senhora da Nazaré (Königliche Haus Unserer Lieben Frau von Nazareth) übernehmen. Auch unterstellte die Krone, gestützt auf eine von Frei Bernardo de Brito wiedergegebene Urkunde, Sítio, das an sich zum Herrschaftsgebiet der Abtei von Alcobaça gehörte, der unmittelbaren Herrschaft des Königs. Es entstand mit dem Heiligtum in Sitío die bis zu Beginn des 20. Jahrhunderts größte und bedeutendste Wallfahrtsstätte Portugals, die diesen Rang erst an Fátima, 30 km landeinwärts liegend, verlor, wo sich ab 1917 einer der größten katholischen Marienwallfahrtsorte der Gegenwart entwickelte.

### Weltliche Entwicklung der Wallfahrtsstätte

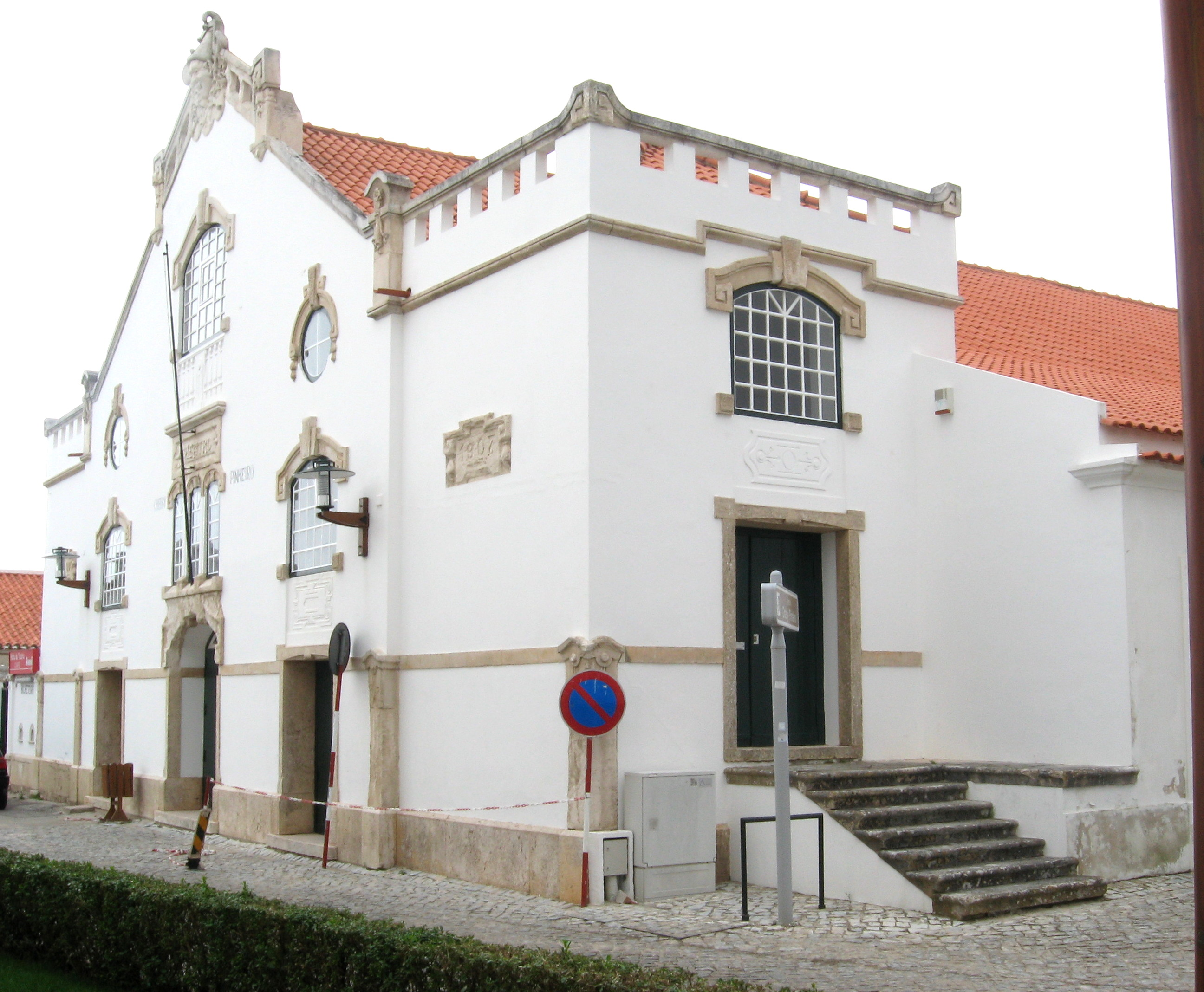
Theater am Santuário

Vom 18. Jahrhundert bis zum Beginn des 20. Jahrhunderts nahm Sítio und auch Nazaré eine Entwicklung, die diejenige moderner Touristenorte vorwegnahm. Bereits 1712 wurde von der Real Casa die erste Stierkampfarena gebaut, zuletzt 1896 mit 5.000 Plätzen erneuert. 1889 wurde eine eigene Bergbahn von den Ingenieuren Alexandre Gustave Eiffels errichtet, die die 110 Meter hohe Steilwand, die Sítio von Nazaré trennte, überwand. Nazeré selber wurde schon Mitte des 19. Jahrhunderts zu einem der bedeutendsten portugiesischen Fremdenverkehrsorte, mit eigenem Bahnanschluss in Valado dos Frades. 1897 wurde in der Mitte des Platzes des Heiligtums ein Musikpavillon errichtet. Noch 1926 eröffnete die nach Abschaffung der Monarchie im Jahr 1910 neu gegründete Bruderschaft, die Confraria de Nossa Senhora da Nazeré, der die Republik wieder die Verwaltung der Pilgerstätten von Sítio übertragen hatte, ein neues Theater für 400 Personen auf der Nordseite des Heiligtums.

## Verehrung der Nossa Senhora da Nazaré in Brasilien
Die portugiesischen Kolonialherren brachten die gerade im 17. und 18. Jahrhundert in Portugal besonders intensive Verehrung der Senhora da Nazaré mit nach Brasilien, wo die Jesuiten sie bereits im 17. Jahrhundert im Bundesstaat Pará einführten. Der Jahrestag, an sich der 8. September, in Brasilien wird aber zumeist der 14. September gewählt, ist eines der wichtigen christlichen Ereignisse Brasiliens und wird seit 1793 in Belém, der früheren brasilianischen Hauptstadt, gefeiert. Es hat sich dazu eine eigene brasilianische Variante der Geschichte des heiligen Abbildes der Jungfrau Maria gebildet. Ein Mischling namens Plácido fand 1700 in einem Flussarm in Belém eine kleine, 28 cm hohe holzgeschnitzte Madonnenstatue, die eine vollkommene Abbildung der Nossa Senhora da Nazaré in Portugal gewesen sein soll. Plácido nahm sie mit nach Hause und stellte sie auf einen Hausaltar. Dort verschwand sie jedoch und Plácido fand sie an ihrem ersten Fundort wieder. Dies wiederholte sich einige Mal, bis Plácido entschied, mit seinen geringen Mitteln am Fundort eine einfache Kapelle zu errichten und die Figur dort zu belassen. Die wundertätige Statue hatte Aufsehen erregt und wurde von der Obrigkeit in der Kapelle des Palasts in Belém aufgestellt. Aber auch von dort verschwand sie wieder, obwohl gut bewacht, und kehrte in Plácidos einfache Kapelle zurück, wo man sie schließlich beließ. Um sie herum wurde später die Basílica de Nossa Senhora da Nazeré von Belém gebaut. 1774 wurde die Statue nach Portugal gebracht, wo sie restauriert wurde. Die brasilianische Statue stellt aber keine stillende Maria mehr dar. Heute sind viele katholische Kirchen in Brasilien der Nossa Senhora da Nazeré geweiht, es gibt sogar im Bundesstaat Piauí eine Kleinstadt dieses Namens. Am Jahrestag der wunderbaren Errettung des Dom Furas durch die Senhora da Nazaré (der 8., respektive 14. September), finden überall große Prozessionen statt, an denen z. B. in Belém seit 2005 jeweils mehr als 2 Millionen Gläubige teilgenommen haben (2007: 2,7 Mio.).

## Merkmale der Statue

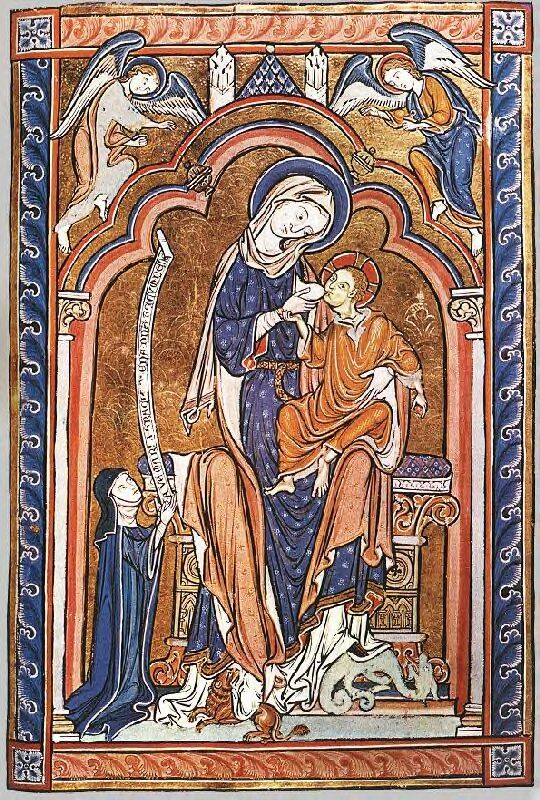
Amesbury Psalter, 13. Jahrhundert

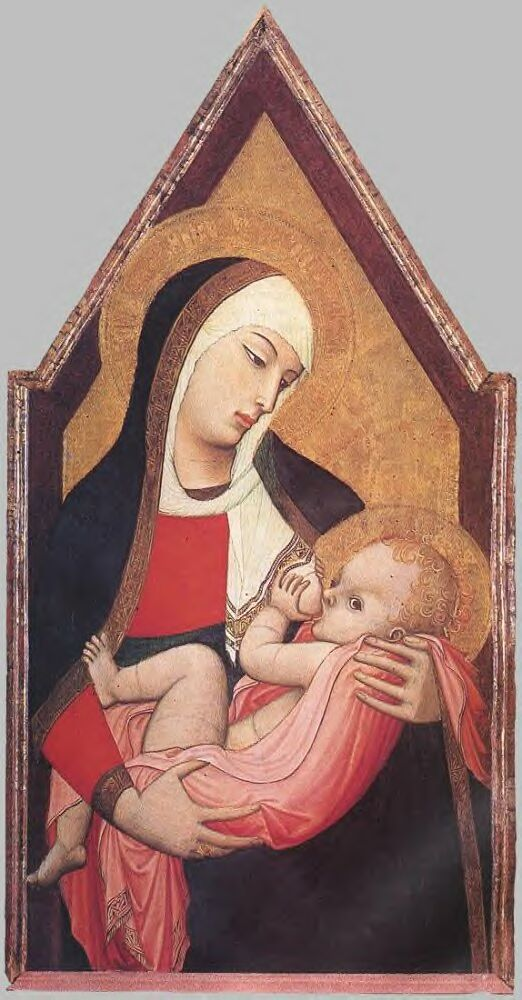
Ambrogio Lroenzeti ca. 1335

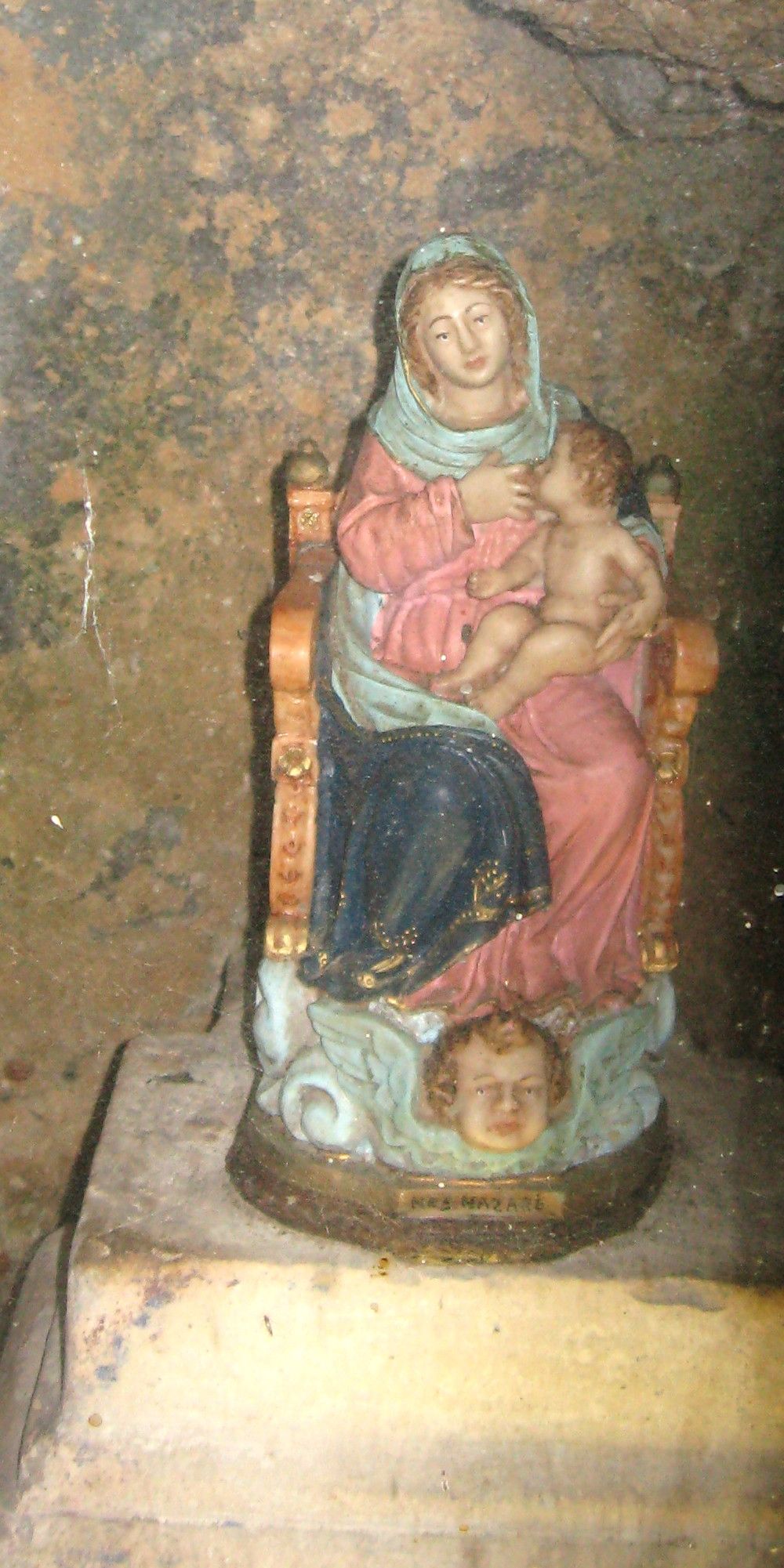
Nachbildung am Fundort der Nische

Die Madonna von Sítio weist als stillende schwarze Madonna zwei Merkmale auf, die von üblichen Marienstatuen abweichen.

### Stillende Madonna
Stillende Madonnen, auch Maria lactans oder Galaktotrophousa genannt, sind zwar selten, haben indes eine alte christliche Tradition. Früheste Darstellungen finden sich auf frühchristlichen Grabausschmückungen (zwischen 166 und 250) und in den Priscilla-Katakomben in Rom (250). Ab dem 5. Jahrhundert bis zum 9. Jahrhundert trifft man auf Darstellungen in der orientalischen christlichen Kirche, wie in der ägyptischen und koptischen Kunst. Auf dem Konzil von Ephesus von 431 war Maria der Rang der Gottesmutter zuerkannt worden, was vor allem in der östlichen und orientalischen Kirche die Marienverehrung stark wachsen ließ. In Europa gab es indessen bis zum Spätmittelalter keine Beispiele einer stillenden Madonna mehr. Mit Ausnahme einer Darstellung in dem 13. Jahrhundert zugeordneten Armesbury Psalter finden sich Bilder einer stillenden Madonna in Europa erst ab dem 14. Jahrhundert, wie die von Ambrogio Lorenzetti von etwa 1330, sowie als Skulptur französischer Provenienz die eines anonymen Künstlers etwa von 1335, also aus Zeiträumen, in denen auch die Madonna von Sítio bereits historisch nachgewiesen war. In der Folgezeit erfreute sich vor allem im 15. und 16. Jahrhundert das Thema bei den Künstlern größerer Beliebtheit. Der stillenden Madonna wurde im Mittelalter die theologische Bedeutung gegeben, dass der Milchfluss die Verbindung zwischen Gott und den Menschen symbolisiere. Dementsprechend wurden im Spätmittelalter auch die stillenden Madonnen dargestellt. Dies gilt auch für die in der Erinnerungskapelle (Ermida da Memória) in Sítio in der Nische, in der die Madonna von Sítio gefunden wurde, aufgestellte Replik, die die Barristas de Alcobaça im 18. Jahrhundert hergestellt hatten. Bei den älteren Darstellungen stillender Madonnen steht indessen die Vorstellung einer heiligen Mutterschaft im Vordergrund, was besonders deutlich beim Original der Madonna von Sítio zum Ausdruck kommt.

### Schwarze Madonnen
Schwarze Madonnen traten in der Romanik, dem 11. bis 13. Jahrhundert, gehäuft auf. Es handelt sich dabei um einen in Europa weit verbreiteten Typ, der überall gleiche Merkmale aufwies: eine Madonna mit einer Höhe von ca. 70 cm, sitzend, mit starr in die Ferne gerichteten Blick, ein nach vorne blickendes Kind auf dem Knie haltend. Dieser Typ von Madonna wurde mit bewusst schwarzem Gesicht dargestellt, es handelte sich dabei nicht um eine altersbedingte oder durch Verrußung erzeugte Einfärbung. Hierzu gehört aber dem Typus nach nicht die berühmte Schwarze Madonna von Tschenstochau in Polen, die zwischen dem 6. und 9. Jahrhundert datiert wird. Eine stillende schwarze Madonna ist in diesem Zeitabschnitt nicht nachgewiesen.

## Alter der Statue
Das Alter der Madonna von Sítio wurde wissenschaftlich bisher noch nicht bestimmt, es scheint aber mit einiger Sicherheit bei über 1000 Jahren zu liegen, kann vermutlich bis zu 1.500 Jahre betragen. Ihre Verehrung ist bis ins 13. Jahrhundert historisch nachgewiesen, also für etwa 800 Jahre. Von den ersten Beschreibungen ihres Zustandes an wurde auf ihr hohes Alter hingewiesen, was sich aus der Ausbleichung farblicher Reste und der Oberfläche ergeben solle. Ihre Verehrung begann zu einem Zeitpunkt, als noch wesentliche Teile der iberischen Halbinsel unter maurischer Herrschaft standen, von der sich Portugal gerade befreite. Die maurische Kultur kannte zwar filigrane Ornamente, aber das strenge islamische Bilderverbot ließ keinen Raum für die Entwicklung weitergehender bildhafter Künste. Auch aus der Zeit zwischen dem 11. und 13. Jahrhundert überkommene figürliche oder bildliche mittelalterliche Darstellungen, wie sie oben wiedergeben sind, werden von uns heute als entweder vereinfachend oder statischen Regeln der Darstellung folgend empfunden. Demgegenüber weist die Madonna von Sítio eine sehr ausgearbeitete und verfeinerte Darstellungsweise auf, wie sie der iberische Kulturkreis jedenfalls im Mittelalter und der Zeit der Maurenherrschaft nicht erbringen konnte. Ihr Gesicht wirkt individuell und ist von besonders starkem Ausdruck, was sich auch darin zeigt, dass die beiden eingangs abgebildeten Ablichtungen im unmittelbar zeitlichen Zusammenhang gemachte Aufnahmen derselben Statue wiedergeben. Von den aus der Zeit zwischen dem 11. und 12. Jahrhundert stammenden schwarzen Madonnen unterscheidet sie sich durch die Art der Darstellung der Madonna als eine das Kind zärtlich und sorgend umarmende Mutter grundlegend. Das Motiv einer stillenden Madonna war zu dieser Zeit zudem vollends verschwunden, bzw. noch nicht wiedergeboren. Somit spricht Einiges dafür, dass die Madonna von Sítio noch vor der Maureninvasion im Jahre 711 auf die iberische Halbinsel gekommen sein muss. Zwischen 500 und 700 gab es im oströmischen und orientalischen Christentum (Patriarchate von Konstantinopel, Alexandrien, Antiochia und Jerusalem) eine starke Marienverehrung, der die Madonna von Sítio zu entstammen scheint. Danach würde ihr Alter zwischen 1250 und 1500 Jahren liegen können. Ob indessen die Madonna von Sítio, wie verschiedentlich angegeben wird, gar aus dem 4. Jahrhundert stammt, scheint fraglich.

## Nachbarschaft zu frühkirchlichem Gotteshaus

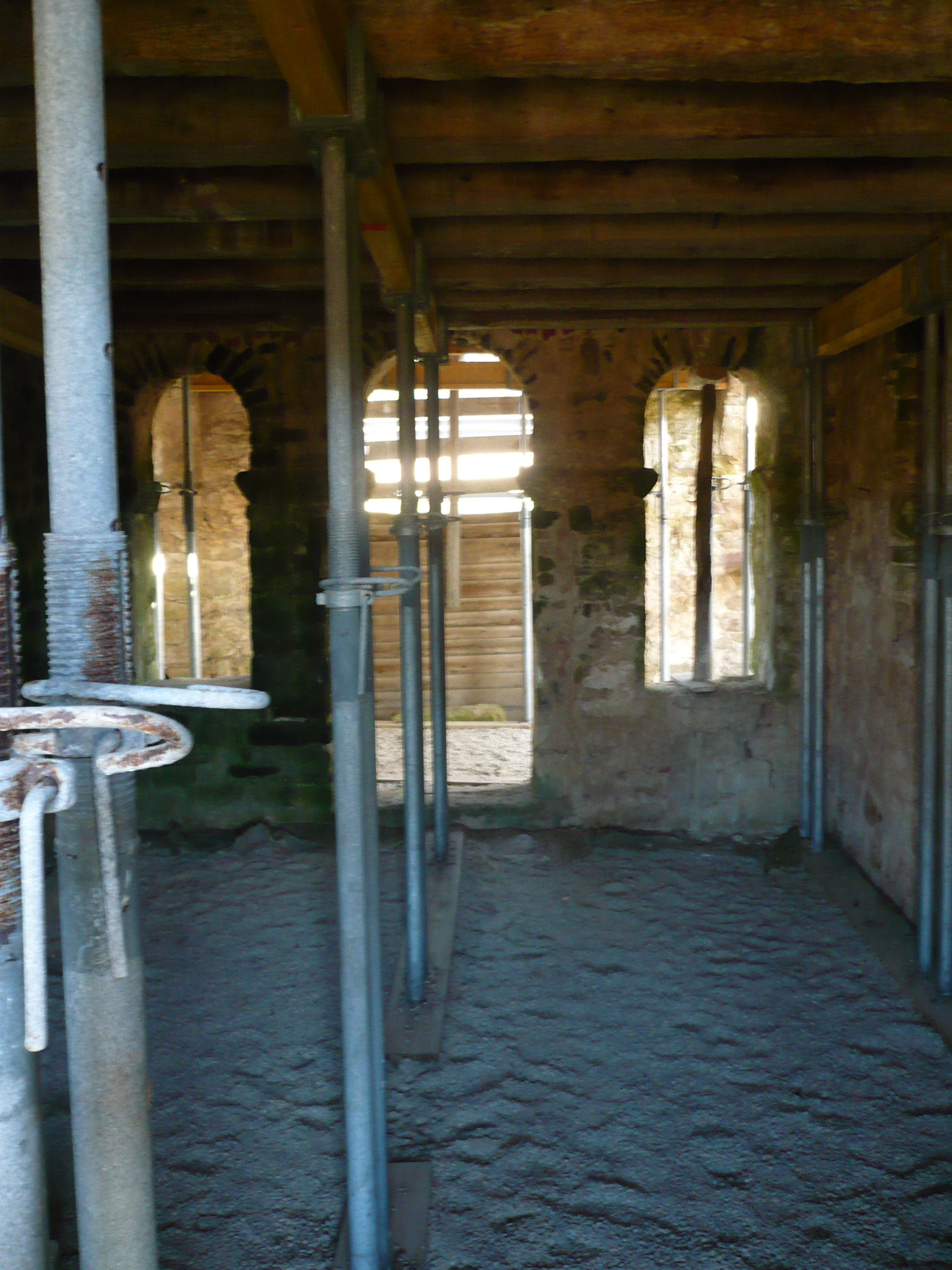
Kirche São Gião, Ikonostase

Die Annahme einer Herkunft der Madonna von Sítio aus dem Bereich des östlichen und orientalischen christlichen Glaubensraums wird auch durch die 1961 entdeckte Kirche von São Gião in Famalicão in etwa 4,5 km Entfernung von Sítio auf der ehemals anderen Seite der mittlerweile weitgehend verlandeten Bucht von Nazaré gestützt, die Elemente aufweist, die frühkirchlichen Bauwerken zuzurechnen sind. Eine Verbindung zum östlich-orientalischen Christentum zu dieser Zeit wird für denkbar gehalten. Darüber hinaus bietet dieses benachbarte frühkirchliche Gotteshaus auch eine naheliegende mögliche Erklärung des Verstecks der Madonna in Sítio.